# Luigi Bruschelli
(Luigi Bruschelli, dal libro I trenta assassini)
Luigi Bruschelli detto Trecciolino (Siena, 27 dicembre 1968) è un fantino italiano.

## Carriera al Palio di Siena
Senese e montonaiolo di nascita, figlio dell'artista e storico locale Duccio (1933–2023), Luigi Bruschelli ha esordito in Piazza del Campo al Palio dell’Assunta del 1990, difendendo i colori della Civetta, contrada a cui ha legato la prima fase della sua carriera. La prima vittoria arriva nel Palio di Provenzano 1996, per la Contrada dell'Oca, contrada a cui regalerà altri due trionfi, datati 1998 e 1999.
Dal 1998 al 2005 Bruschelli ha vinto almeno un Palio all'anno. Il 2 luglio 2000, con Gangelies, un purosangue al debutto a Siena, riesce ad interrompere il lungo digiuno, durato venticinque anni, dell'Istrice. Ottiene poi un personale "cappotto" nel 2005, vincendo con Berio per il Bruco al Palio di Provenzano e, sempre con lo stesso barbero, per la Torre al Palio dell'Assunta. Proprio la contrada di Salicotto era nonna del Palio, che attendeva il trionfo dal lontano 1961.
Nel 2006 non riesce a vincere: a luglio difende i colori dell'Istrice (partito di rincorsa, non trova spunti per passare davanti, chiudendo nelle retrovie); ad agosto è nella Tartuca. Anche nel 2007 per Trecciolino nessun risultato positivo, né a luglio con il Bruco, né ad agosto con il Montone.

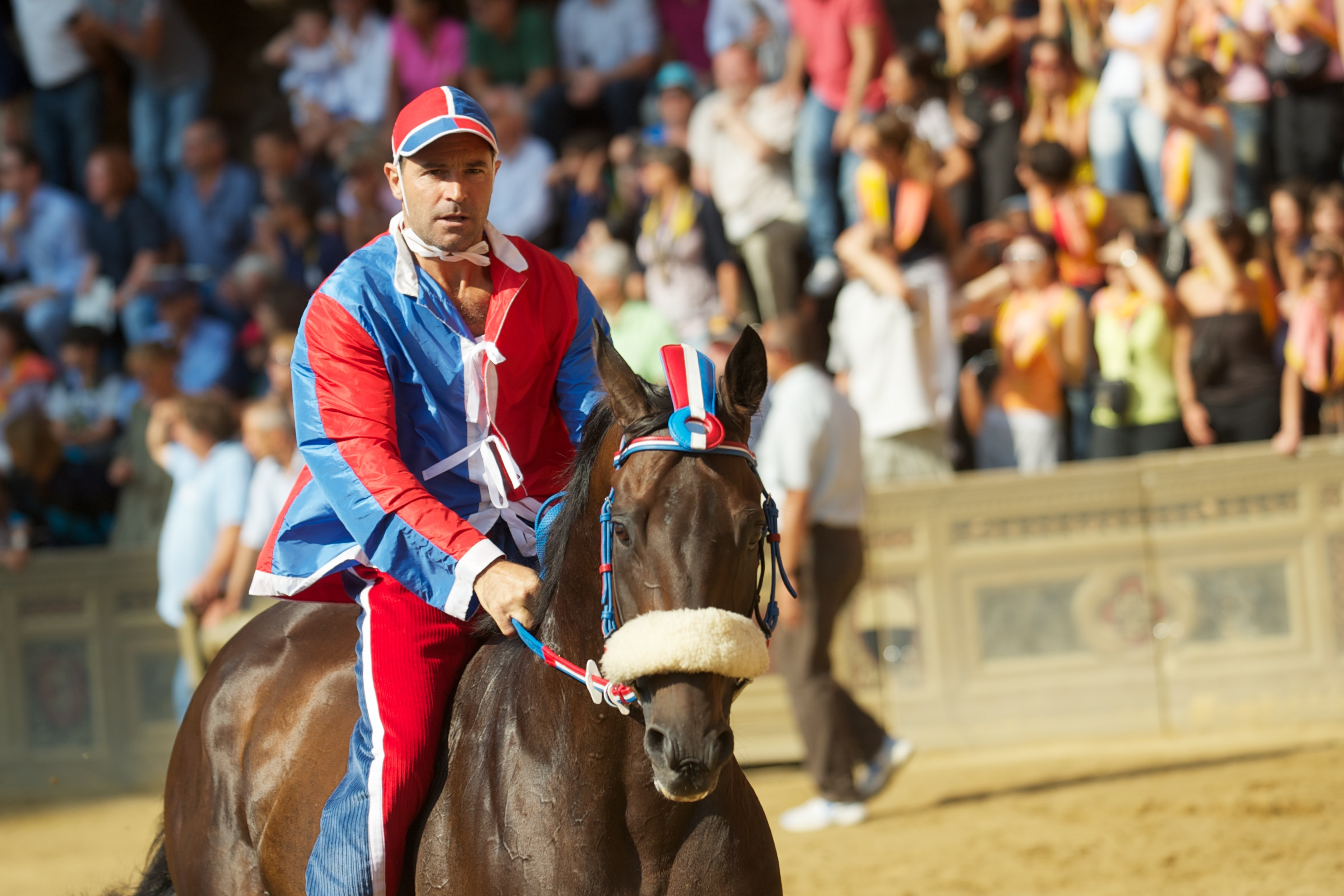
Trecciolino nel 2011 su Miguel nella Pantera

Trecciolino ritorna alla vittoria nel Palio del 2 luglio 2008, montando l'esordiente cavallo sauro Già del Menhir per la Contrada dell'Istrice.
Dal dicembre 2008 diviene ufficialmente il fantino del Nicchio, ma nel 2009 corre entrambi i Palii per l'Istrice, in quanto la contrada di via dei Pispini non prende parte a nessuno dei due palii del 2009. L'anno dopo, corre entrambi i palii con il cavallo Istriceddu, prima per il Nicchio (secondo), poi per la Tartuca (vittoria). Nel luglio 2011 corre nella Pantera su Miguel, ma chiude nelle retrovie. Nel 2012 vince la carriera del 2 luglio, correndo nella Contrada dell'Onda con Ivanov, attualmente sua ultima vittoria.
Al luglio 2012 Trecciolino, con tredici vittorie, è tra i fantini più vittoriosi nella storia del Palio di Siena; è il secondo più vincente dal Novecento ad oggi alle spalle di Andrea Degortes detto Aceto (quattordici) e alla pari con Angelo Meloni detto Picino.
Complice una squalifica per il Palio di luglio e non avendo trovato una monta per quello di agosto, nelle Carriere del 2014 non è tra i protagonisti in Piazza del Campo. Torna a correre in occasione del Palio di Provenzano del 2015 con la Contrada della Selva, mentre per quello dell'Assunta si accasa con l'Istrice e per la prima volta ha come collega in Piazza del Campo il figlio Enrico, detto Bellocchio. Il 2 luglio 2017 prende parte al Palio di Provenzano nuovamente per i colori della Tartuca, montando il cavallo Tornasol. La continua riottosità del cavallo ad entrare al canape lo costringe a rinunciare al Palio (che verrà corso dopo quasi 90' di tentate mosse da 9 contrade e vinto dalla Giraffa). Ad agosto 2017 torna a vestire il giubbetto del Bruco con l'esordiente S'Othieresu, cadendo alla seconda curva di San Martino; nel 2018 torna a vestire dopo 5 anni il giubbetto del Nicchio, a luglio con l'esordiente Tabacco, cadendo alla prima curva di San Martino, mentre ad agosto - sempre per il Nicchio - monta "Tale e Quale", concludendo la carriera con una caduta alla seconda curva del Casato, e riportando anche la frattura del perone. 
Dopo essere rimasto a piedi nel Palio Straordinario del 20 ottobre 2018, ritorna a correre nel 2019, quando disputò entrambi i Palii per la Contrada della Pantera (a luglio con il cavallo Sorighittu e ad agosto con Tabacco) non riuscendo però mai ad insidiare i primi.

### Vicende giudiziarie
Bruschelli viene condannato in primo grado nel 2019 a 4 anni e 10 mesi di reclusione per falso in atto pubblico dal Tribunale di Siena avendo con altri soggetti - secondo la sentenza - sostituito i "microchip" di due cavalli per farli passare per mezzosangue, così da eludere le regole del Palio. Nel 2023, tale condanna viene cancellata in sede di appello ma il fantino è condannato a 7 mesi con la sospensione della condizionale per maltrattamento di animali, reato per il quale era stato precedentemente assolto.

### Soprannome
Il suo soprannome Trecciolino risale al 1990: «Me lo diede il capitano della Civetta quando corsi il primo Palio nel 1990, e caddi al primo San Martino. Nel loro passato c'era un fantino chiamato Trecciolo, vinse tre palii». Il suo vero nome era Primo Arzilli ed alle vittorie con la Civetta ne aggiunse una per l'Oca e una per la Selva per un totale di cinque.

### Critiche
Accanto a grandi doti tecniche di fantino, Bruschelli ha costruito il suo successo anche grazie alle sue doti tattiche, e alla gestione dei giorni antecedenti la carriera. Trecciolino tuttavia è stato accusato di essere un vero e proprio "burattinaio delle contrade e dei fantini", nonché di essere un "dittatore di Piazza". Il suo dominio tecnico si è esteso anche a un dominio tattico nei rapporti con gli altri fantini, sino a spingere taluni a parlare di "strapotere" paliesco di Luigi Bruschelli e a denominare i fantini a lui vicini come "il gruppo di Vagliano", dal nome di Valiano, frazione a pochi chilometri da Siena dove risiede. Bruschelli ha sempre respinto tali accuse.

### Presenze al Palio di Siena

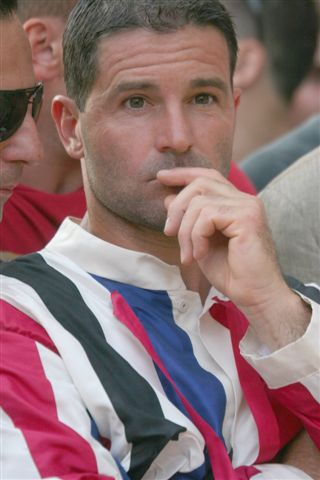
Trecciolino con i colori dell'Istrice nei giorni del Palio di Provenzano del 2008, da lui vinto

| Palio            | Contrada     | Cavallo            | Note      |
| ---------------- | ------------ | ------------------ | --------- |
| 16 agosto 1990   | Civetta      | Adonea             | scosso    |
| 3 luglio 1991    | Civetta      | Nicoleo            |           |
| 3 luglio 1992    | Civetta      | Brandauer          | scosso    |
| 16 agosto 1992   | Civetta      | Bambina            |           |
| 16 agosto 1993   | Civetta      | Usilia             |           |
| 2 luglio 1994    | Bruco        | La Fanfara         | scosso    |
| 16 agosto 1994   | Istrice      | Naomi              |           |
| 2 luglio 1995    | Civetta      | Rass de Ozieri     |           |
| 16 agosto 1995   | Civetta      | Naomi              |           |
| 2 luglio 1996    | Oca          | Quarnero           |           |
| 16 agosto 1996   | Oca          | Quarnero           | scosso    |
| 3 luglio 1997    | Drago        | Careca             | scosso    |
| 16 agosto 1997   | Chiocciola   | Lobi's Andrea      | scosso    |
| 2 luglio 1998    | Oca          | Vittorio           |           |
| 16 agosto 1998   | Oca          | Careca             |           |
| 2 luglio 1999    | Oca          | Giove              |           |
| 16 agosto 1999   | Civetta      | Vanity Girl        | scosso    |
| 2 luglio 2000    | Istrice      | Gangelies          |           |
| 9 settembre 2000 | Valdimontone | Votta Votta        | scosso    |
| 2 luglio 2001    | Leocorno     | Ugo Sanchetz       | scosso    |
| 16 agosto 2001   | Aquila       | Venus VIII         |           |
| 2 luglio 2002    | Bruco        | Urban II           |           |
| 16 agosto 2002   | Tartuca      | Berio              |           |
| 2 luglio 2003    | Pantera      | Zilata Usa         |           |
| 16 agosto 2003   | Bruco        | Berio              |           |
| 16 agosto 2004   | Tartuca      | Alesandra          |           |
| 2 luglio 2005    | Bruco        | Berio              |           |
| 16 agosto 2005   | Torre        | Berio              |           |
| 2 luglio 2006    | Istrice      | Zodiach            |           |
| 16 agosto 2006   | Tartuca      | Elisir di Logudoro |           |
| 2 luglio 2007    | Bruco        | Choci              |           |
| 16 agosto 2007   | Valdimontone | Estremo Oriente    |           |
| 2 luglio 2008    | Istrice      | Già del Menhir     |           |
| 16 agosto 2008   | Tartuca      | Elimia             |           |
| 2 luglio 2009    | Istrice      | Elisir di Logudoro |           |
| 16 agosto 2009   | Istrice      | Ganosu             |           |
| 2 luglio 2010    | Nicchio      | Istriceddu         |           |
| 16 agosto 2010   | Tartuca      | Istriceddu         |           |
| 2 luglio 2011    | Pantera      | Miguel             |           |
| 16 agosto 2011   | Bruco        | Lo Specialista     | scosso    |
| 2 luglio 2012    | Onda         | Ivanov             |           |
| 16 agosto 2012   | Onda         | Magic Tiglio       | scosso    |
| 2 luglio 2013    | Leocorno     | Porto Alabe        |           |
| 16 agosto 2013   | Nicchio      | Oppio              | scosso    |
| 2 luglio 2015    | Selva        | Quit Gold          |           |
| 17 agosto 2015   | Istrice      | Porto Alabe        |           |
| 2 luglio 2016    | Drago        | Phatos de Ozieri   |           |
| 16 agosto 2016   | Tartuca      | Mississippi        |           |
| 2 luglio 2017    | Tartuca      | Tornasol           | Non corre |
| 16 agosto 2017   | Bruco        | S'Othieresu        | scosso    |
| 2 luglio 2018    | Nicchio      | Tabacco            | scosso    |
| 16 agosto 2018   | Nicchio      | Tale e Quale       | scosso    |
| 2 luglio 2019    | Pantera      | Sorighittu         |           |
| 16 agosto 2019   | Pantera      | Tabacco            |           |

## Altri Palii
La carriera di Bruschelli è sempre stata incentrata sul Palio di Siena. Le vittorie di Trecciolino nel resto dei palii d'Italia sono nettamente inferiori: due sono quelle ottenute al Palio di Ferrara, una quella al Palio di Legnano. Proprio quest'ultima, reca la data del 1996 (quando il Bruschelli doveva ancora vincere il suo primo Palio in Piazza del Campo).

### Palio di Legnano
Di seguito le presenze al Palio di Legnano.
| Palio | Contrada      | Cavallo     | Piazzamento           |
| ----- | ------------- | ----------- | --------------------- |
| 1995  | Sant'Ambrogio | Torbiera    | Finale                |
| 1996  | San Domenico  | Vittorio    | Vittoria              |
| 1997  | San Domenico  | Vittorio    | Finale                |
| 1999  | Sant'Ambrogio | Blue Baker  | Eliminato in batteria |
| 2000  | Sant'Ambrogio | Noci's Love | Eliminato in batteria |
| 2001  | Sant'Ambrogio | Azis        | Finale                |
| 2002  | La Flora      | Ergo Song   | Finale                |
| 2003  | La Flora      | Ergo Song   | Finale                |
| 2013  | San Magno     |             | Eliminato in batteria |

### Palio di Fucecchio
Di seguito le presenze al Palio di Fucecchio.
| Palio          | Contrada | Cavallo            | Piazzamento           | Note                                                                  |
| -------------- | -------- | ------------------ | --------------------- | --------------------------------------------------------------------- |
| 21 maggio 1991 | Ferruzza | Victoria Principal | Eliminato in batteria |                                                                       |
| 29 maggio 1994 | Samo     | Careca (scosso)    | Eliminato in batteria | Cade dopo aver tagliato il traguardo                                  |
| 9 giugno 2002  | Botteghe | Diavolo            | Eliminato in batteria |                                                                       |
| 8 giugno 2003  | Botteghe | Raian              | Non corre             | Non corre per infortunio occorso al cavallo il giorno dopo la tratta. |
| 18 maggio 2014 | Botteghe | Noregino           | Eliminato in batteria |                                                                       |
| 20 maggio 2018 | Cappiano | Brigantes          | Eliminato in batteria |                                                                       |

### Palio di Asti
Di seguito le presenze al Palio di Asti.
| Palio | Rione, Borgo, Comune           | Cavallo                    | Piazzamento                                               |
| ----- | ------------------------------ | -------------------------- | --------------------------------------------------------- |
| 1991  | Rione San Paolo                |                            | Eliminato in batteria                                     |
| 1992  | Borgo San Pietro               | Queens Victor              | Eliminato in batteria                                     |
| 1993  | Rione San Martino San Rocco    | Northern Host              | Non partito in finale (per infortunio al cavallo)         |
| 1994  | Rione San Martino San Rocco    | Felicitad                  | Eliminato in batteria                                     |
| 1995  | Comune di Nizza                | Torbiera                   | Eliminato in batteria                                     |
| 1998  | Borgo Viatosto                 | Harmony Maker              | Eliminato in batteria                                     |
| 1999  | Borgo San Pietro               | Blue Baker                 | 8°                                                        |
| 2001  | Rione San Martino San Rocco    | Ergo Song                  | Eliminato in batteria                                     |
| 2002  | Comune di Moncalvo             | Ergo Song                  | Non classificato in finale                                |
| 2005  | Borgo Torretta                 | Ergo Song (Fischietto Bis) | Eliminato in batteria                                     |
| 2010  | Borgo Torretta                 | Spicchio                   | Non partecipa alla finale (sostituito da Tiziano Raffero) |
| 2014  | Borgo Tanaro Trincere Torrazzo |                            | Eliminato in batteria                                     |
| 2017  | Rione San Silvestro            | Polonski                   | Eliminato in batteria                                     |
| 2018  | Borgo Santa Maria Nuova        | Voulture                   | Eliminato in batteria                                     |

### Vittorie
- Palio di Ferrara: 2 vittorie (1992, 1993)
- Palio di Legnano: 1 vittoria (1996)
- Palio di San Vincenzo: 1 vittoria (2001)